# Locomotiva SNCF BB 36000
Le locomotive gruppo BB 36000 di SNCF (anche BB 436 300), soprannominate anche Astride, rientrano nella categoria delle locomotive asincroni tricorrente.

## Caratteristiche
Innanzitutto le BB 36000 sono un gruppo di locomotive:
- tricorrente, ovvero possono funzionare con (1,5 e 3 kV in corrente continua oppure a 25 kV in corrente alternata monofase, alla frequenza di 50 Hz);
- europee, poiché possono funzionare sotto tre tipi di correnti differenti e possono circolare in Belgio, in Lussemburgo, in Italia, in Francia e sono predisposte per la circolazione nei Paesi Bassi, anche se hanno solo la autorizzazione di circolare in Francia.

Il soprannome "Astride" è l'acronimo francese di ASinchronous TRIcourant Drive-Engine, ovvero "motore di trazione asincrono tricorrente".
Le locomotive della serie BB 36001 - 36030 operano anche in Belgio, mentre le locomotive della serie BB 36300 (già 36031 - 36060) sono impiegate nei servizi in Italia sotto la gestione di Captrain Italia. In Italia, questo gruppo di locomotive, secondo le disposizioni del CESIFER, è classificato E.436.3xx MF.

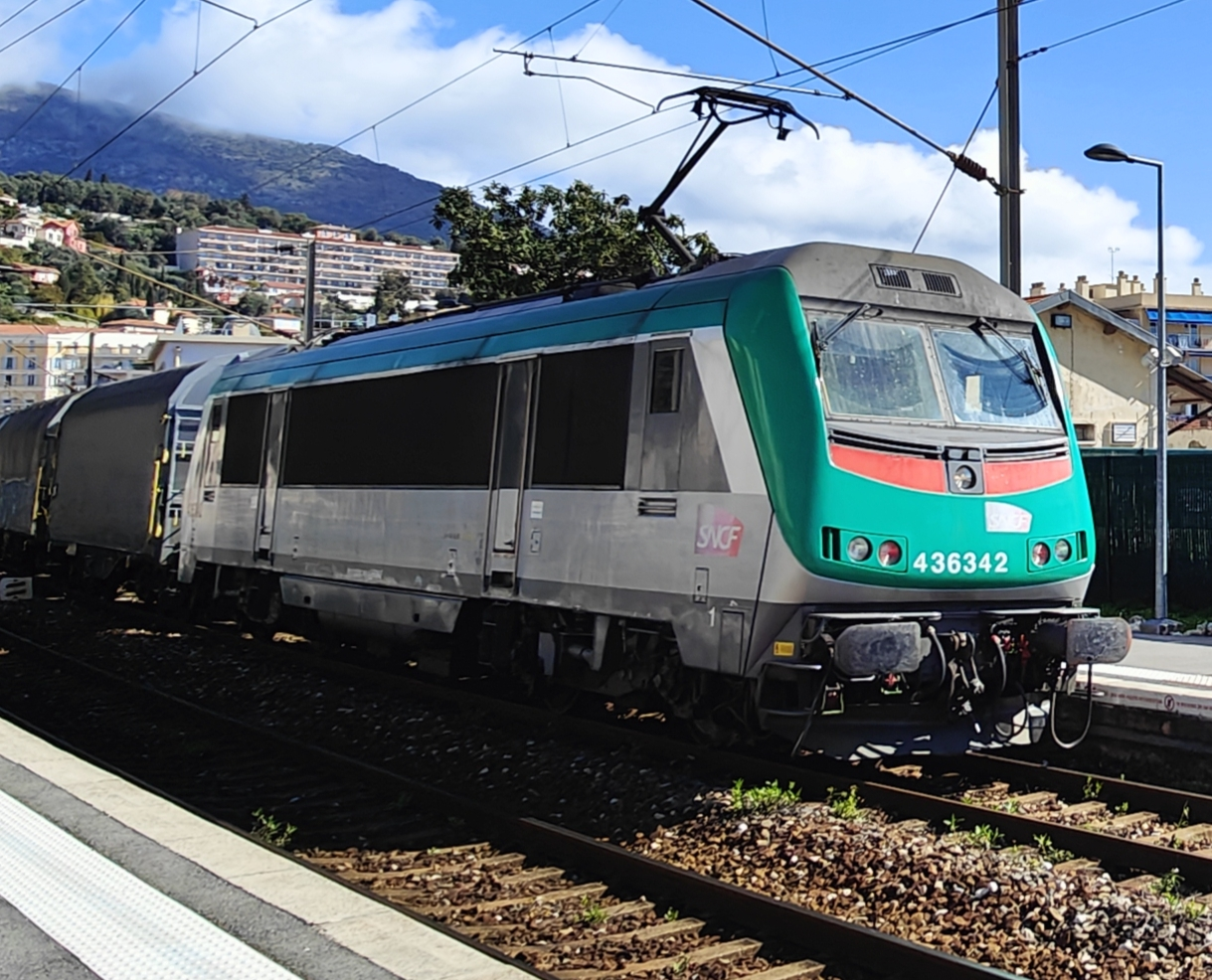
La locomotiva SNCF Fret 436.342 in transito alla Stazione di Mentone proveniente da Ventimiglia. Questa macchina fu coinvolta in un incidente nei pressi di Modena nel giugno 2016

Queste locomotive fanno sì che i treni internazionali, possano proseguire senza il cambio di locomotiva, dovuto alla differenza di tensione delle varie reti nazionali, risparmiando quindi tempo per le manovre al confine. Ogni carrello ha due motori. Le sessanta locomotive sono state derivate dalle BB 26000 "Sybic", ma a differenza di queste ultime hanno una linea più aerodinamica.
Con un costo di manutenzione inferiore a 0,30 €/km sono le locomotive più economiche della SNCF.
Possono trainare i treni merci fino a 100 o 120 km/h e i treni passeggeri fino a 200 km/h; tali locomotive, però, sono utilizzate esclusivamente per il trasporto merci internazionale con il Belgio e l'Italia, e quindi sono limitate ai 120 km/h.
Per il conforto del personale di macchina, le cabine sono climatizzate. Da gennaio 1997 a dicembre 2004, l'intero gruppo è stato assegnato al deposito di Lens; attualmente tutte le unità sono assegnate al deposito di Digione.
Dal dicembre 2011 quattro locomotive della serie BB 36000 (numeri 007, 010, 011 e 015) sono noleggiate tramite la società di leasing Akiem del gruppo SNCF alla società Trenitalia France, in precedenza Thello, per la trazione dei propri treni nella tratta in territorio francese.